# Christophe Kern
Christophe Kern (Wissembourg, Departamento del Bajo Rin, 18 de enero de 1981) es un ciclista francés que fue profesional entre 2003 y 2014.

## Trayectoria
Christophe se hizo, en el Campeonatos del Mundo de 1999 en Verona, con la medalla de bronce en la carrera junior detrás de Damiano Cunego y Ruslan Kajumow. Luego, corrió en 2000 en La Française des Jeux en prácticas, pero no obtuvo contrato y se fue al año siguiente al equipo Bonjour en prácticas. En 2002 ganó la Lieja-Bastoña-Lieja sub-23 y obtuvo para la siguiente temporada un contrato profesional en La Brioche Boulanger. En su primer año ganó el Gran Premio Rudy Dhaenens. Un año más tarde consiguió una etapa del Tour de l'Avenir. A partir de 2005 corrió para el sucesor del equipo, el Bouygues Telecom. Para la temporada 2007 firmó un contrato con el Crédit Agricole, donde estuvo hasta 2008. Posteriormente, corrió para el equipo Cofidis en 2009 y 2010. En la temporada 2011 fichó por el equipo Europcar
Se retiró del profesionalismo el 3 de marzo de 2015.

## Palmarés
2002 (como amateur)
- Lieja-Bastoña-Lieja sub-23

2003
- Gran Premio Rudy Dhaenens

2004
- 1 etapa en el Tour del Porvenir

2006
- 3.º en el Campeonato de Francia Contrarreloj

2008
- 2.º en el Campeonato de Francia Contrarreloj

2011
- 1 etapa del Critérium du Dauphiné
- Campeonato de Francia Contrarreloj

## Resultados en Grandes Vueltas y Campeonatos del Mundo
Durante su carrera deportiva consiguió los siguientes puestos en las Grandes Vueltas y en los Campeonatos del Mundo en carretera:
| Carrera              | Carrera              | 2003 | 2004 | 2005  | 2006 | 2007  | 2008  | 2009 | 2010 | 2011 | 2012 | 2013 | 2014 |
| -------------------- | -------------------- | ---- | ---- | ----- | ---- | ----- | ----- | ---- | ---- | ---- | ---- | ---- | ---- |
|                      | Giro de Italia       | —    | —    | Ab.   | —    | 114.º | —     | —    | —    | —    | —    | —    | —    |
|                      | Tour de Francia      | —    | —    | —     | —    | —     | —     | 75.º | 97.º | Ab.  | 83.º | —    | —    |
|                      | Vuelta a España      | —    | —    | Ab.   | Ab.  | 84.º  | 112.º | —    | —    | —    | —    | —    | —    |
| Mundial en Ruta      | Mundial en Ruta      | —    | —    | 119.º | —    | —     | —     | —    | —    | —    | —    | —    | —    |
| Mundial Contrarreloj | Mundial Contrarreloj | —    | —    | —     | 41.º | —     | —     | —    | —    | —    | —    | —    | —    |

—: no participa

Ab.: abandono

## Equipos
- Brioches la Boulangère/Bouygues Telecom (2003-2006)
  - Brioches la Boulangère (2003-2004)
  - Bouygues Telecom (2005-2006)
- Crédit Agricole (2007-2008)
- Cofidis, le Crédit en Ligne (2009-2010)
- Team Europcar (2011-2014)